# Olfersia macrostegia
Olfersia macrostegia là một loài dương xỉ thuộc họ Dryopteridaceae. Loài này được William Jackson Hooker mô tả khoa học đầu tiên năm 1862.